# زایون.تی
کیم هه سول (کره‌ای: 김해솔؛ زادهٔ ۱۳ آوریل ۱۹۸۹) که به‌طور حرفه‌ای با نام زایون.تی (کره‌ای: 자이언티) شناخته می‌شود، خواننده هیپ هاپ و آراندبی اهل کره جنوبی است. او دو آلبوم استودیویی چراغ قرمز (۲۰۱۳) و زیپ (۲۰۲۳) و همچنین سه آلبوم چندآهنگه منتشر کرده است. او در ترانه‌های خوانندگانی همچون جی دراگون، زیکو و سای همکاری داشته است.